# Бритомартида

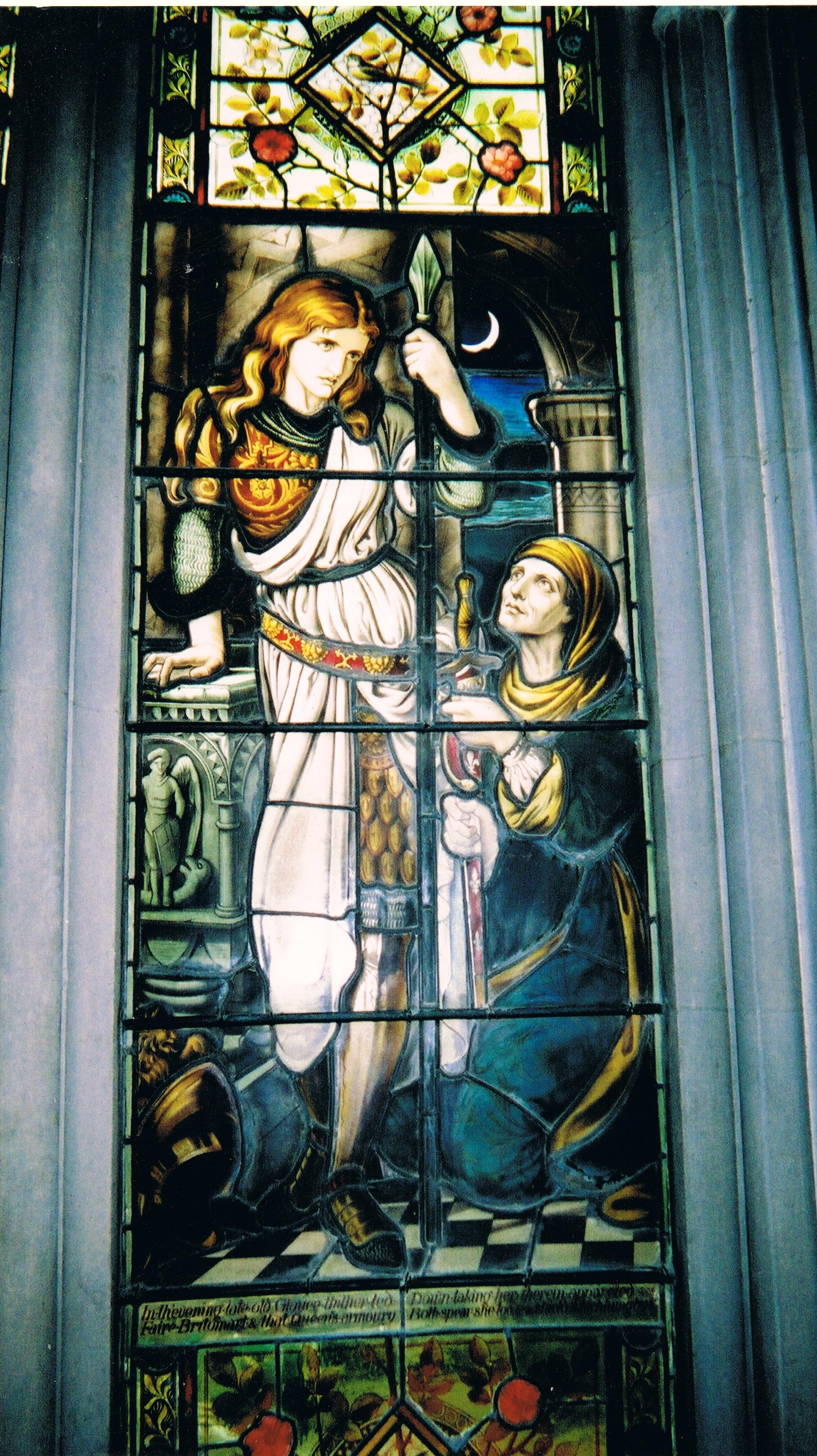
Βριτομαρτις

Бритомарти́да (Брито́мартис, др.-греч. Βριτόμαρτις, она же Дикти́нна) — критская богиня, покровительница охотников, рыболовов, моряков.
В олимпийской мифологии это критское божество было осмыслено как нимфа, дочь Зевса и Кармы (либо дочь Гекаты), любимая спутница Артемиды.
Родилась в Кено на Крите, или же гортинская нимфа. Изобретя сети («диктиа»), получила прозвище Диктинны и проводила время с Артемидой. Сервий называет её нимфой Диктой, которую преследовал Минос.
Согласно Каллимаху, убегала от влюбленного в неё Миноса, который преследовал её 9 месяцев, веточка мирта замедлила её бег, и она бросилась в море, где были расставлены сети для ловли рыбы. Либо бросилась со скалы в расщелину. Бритомартида бросилась с утёса в море, но была выловлена рыбачьими сетями и спасена (отсюда её другое имя — Диктина, от греч. δίκτυον «рыбачья сеть»).
Согласно Диодору, Диктинна — прозвище самой Артемиды, так как она спряталась в рыбачьих сетях, спасаясь от объятий Миноса. Храм у Амброса (Фокида).

## Странствия Бритомартиды
От Миноса она спаслась с помощью рыбаков, укутавших её сетью, бежала от него за море и прибыла на Эгину вместе с рыбаком Андромедом. Он хотел овладеть ею, но она бежала в рощу и исчезла из виду. Её назвали Афеей, а в святилище Артемиды появилась статуя. Либо из Финикии направилась в Аргос, затем на Кефаллению, затем на Крит.

## Культ и искусство
Артемида сделала её богиней, на Крите её называют Диктинна, а на Эгине — Афайя. Храм Артемиды Иссоры в Спарте — это храм Бритомартиды. По одному рассказу, статуя Артемиды была похищена из Браврона тирренами с Лемноса и увезена в Лаконику, а потом на Крит, где почиталась как Бритомартида.
Культ Бритомартиды с Крита проник в Спарту, на остров Эгина (где её называли Афея) и на острова Средиземного моря. Впоследствии Бритомартида отождествлялась с Артемидой, наряду с ней чтилась как божество луны. Бегство Бритомартиды к морю от Миноса и спасение с помощью сетей связывают с исчезновением и нарождением луны.
Святилище Диктинны было в Спарте. Храм Диктинны в Кидонии воздвигнут самосцами. В этот храм пришел Аполлоний Тианский и вознесся оттуда на небо.
В изображениях (на монетах) Бритомартида — молодая женщина в коротком охотничьем хитоне, в лавровом венке и с факелом в руке.